# Toribio de Benavente
Fray Toribio de Benavente (geb. zwischen 1482 und 1491 in Benavente, Zamora; gest. 1569 in Mexiko-Stadt), der unter den Indianern Neuspaniens als Motolinía bekannt war, war ein spanischer Franziskaner und Missionar in Neuspanien (Mexiko), der als einer der „12 Apostel Mexikos“ gilt. Sein Werk über die Geschichte der Indianer von Neuspanien von 1536, worin er die Geschichte der Bekehrung sowie die Bräuche, Riten und Kultur der Indianer gewissenhaft wiedergibt, wurde bis in die jüngste Zeit hinein immer wieder aufgelegt. Er war ein Gegner des Dominikanermönches Las Casas

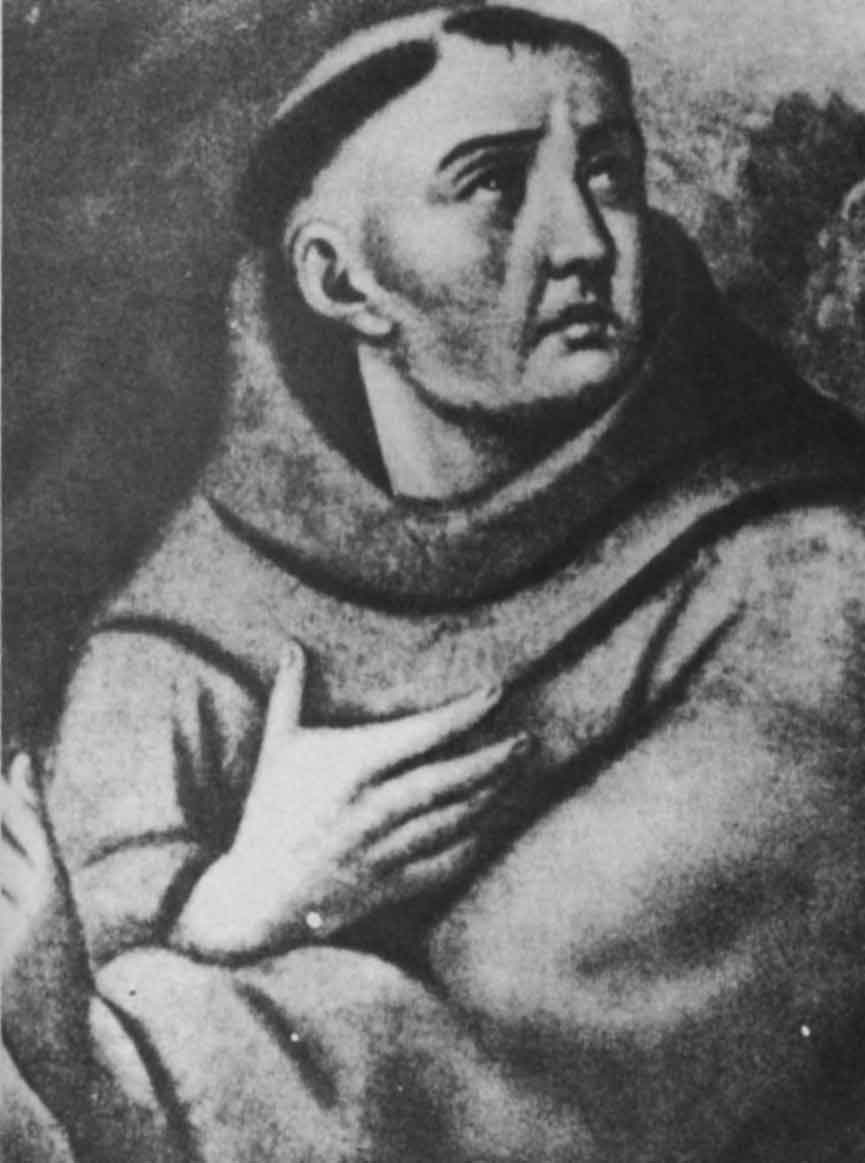
Fray Toribio de Benavente

## Leben und Werk
Toribio de Benavente wurde zwischen 1482 und 1491 in Benavente, Zamora, geboren. Er reiste 1524 nach Mexiko und anschließend nach Guatemala, Nicaragua und erneut nach Mexiko, wo er viel Material für seine Historia de los Indios de la Nueva España (Geschichte der Indianer von Neuspanien) und De moribus Indorum (Die Bräuche der Indianer) sammelte. Obwohl er sich für die Verteidigung der Eingeborenen gegen die Missbräuche der Eroberer einsetzte, schloss er sich nie den Positionen von Las Casas an, gegen dessen Radikalismus er sich offen aussprach. An Umfang und Detailreichtum stehen Motolinías Schriften als frühe Berichte aus erster Hand möglicherweise nur hinter denen von Bernardino de Sahagún zurück.
Seine Historia de los indios de la Nueva España (Geschichte der Indianer von Neuspanien), worin Motolinía seine Kenntnisse und Erfahrungen, die er auf seinen Reisen durch weite Teile Mexikos und Mittelamerikas gesammelt verarbeitet, schildert das Eintreffen einer Gruppe von Franziskanern am 13. Mai 1524, der sogenannten „Zwölf Apostel“, angeführt von Fray Martín de Valencia, im Hafen von San Juan de Ulúa, die fünf Wochen später Mexiko-Stadt erreichte. Von da an war Motolinía als Missionar in verschiedenen Teilen Neuspaniens tätig. Er lernte indigene Sprachen, um direkt beim einheimischen Publikum zu predigen, und zwei Jahre später konnten die Franziskaner das christliche Evangelium direkt verbreiten und sich mit den Indianern in ihren eigenen Sprachen unterhalten.
Er starb im Kloster San Francisco in Mexiko-Stadt.

## Historia de los indios de la Nueva España

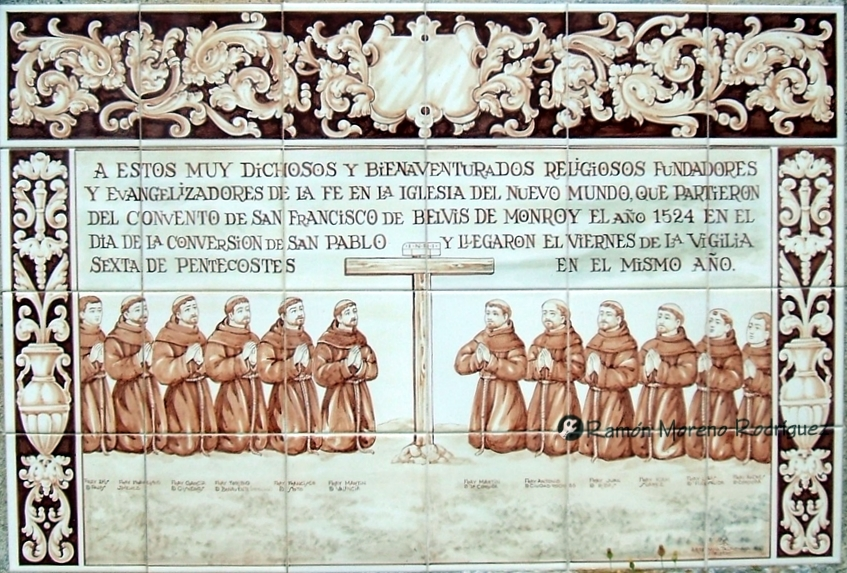
Kacheln mit den Zwölf Aposteln Mexikos (Doce apóstoles de México) vor dem Franziskanerkloster von Belvís de Monroy, Cáceres

Er beschreibt in seiner Historia de los indios de la Nueva España (Geschichte der Indianer von Neuspanien) die Situation und die Bedürfnisse der Indianer und untersucht die Art und Weise, wie die Verkündigung des Evangeliums an die neuen, der spanischen Krone einverleibten Völker entwickelt werden sollte. Sein Werk ist in drei Abhandlungen mit jeweils mehreren Kapiteln unterteilt. Im ersten Traktat, das aus fünfzehn Kapiteln besteht, ist die Feder eines Ordensmannes zu sehen, der unter Bezugnahme auf die Bibel und das Alte Testament die Ankunft der ersten Mönche in Neuspanien und die erste Begegnung zwischen den Missionsbrüdern und den Indianern schildert. Im zweiten Traktat, das aus zehn Kapiteln besteht, berichtet er von den Wechselfällen, die er und seine Mitbrüder bei der schwierigen Ausübung des Apostolats, zu dem sie nach Neuspanien gesandt wurden, erlebten. Die dritte Abhandlung ist eine detaillierte Beschreibung des Gebiets von Neuspanien, seiner Orographie, seines Reliefs, seiner Flüsse, seines Reichtums, seiner Flora und Fauna. 
Die 1848 veröffentlichte Geschichte ist eines der wichtigsten Werke für die Kenntnis der Ethnographie und des Lebens in Mexiko zur Zeit der Eroberung (Lord Kingsborough gab einige Fragmente davon in seinen Antiquities of Mexico heraus). Die erste vollständige Ausgabe erschien im Jahr 1858. 
Obwohl sein Werk die Eroberung verteidigt, tadelt es die Missbräuche der Kolonisten.

## Brief an Kaiser Karl V.
In einem berühmten Brief an Kaiser Karl V. vom 2. Januar 1555 (Carta al Emperador) äußerte er sich in äußerst polemischer Form über Bartolomé de Las Casas. Er wendet sich darin gegen ihn, verteidigt die Eroberung, die Kolonisierung und die Evangelisierung und kritisiert dessen Ungenauigkeiten und seine ungezügelten Angriffe auf die Spanier. Für Motolinía was Las Casas keineswegs ein „Prophet“, sondern eher “un hombre doloroso, inquieto, importuno, turbulento, injurioso y perjudicial”.

## Ausgaben
- Fray Toribio de Benavente: Historia de los Indios de la Nueva España [Geschichte der Indianer von Neuspanien]; Ausgabe von Claudio Esteva . – Madrid: Historia 16, 1985, 1 Bd. (331 S.). ISBN 9788485229758 ((Texto de presentación, abreviado) Crónicas de América 16)
- Fray Toribio de Motolinía y otros estudios: Coleccion de Escritores Mexicanos, 4. 1957. Ramírez Álvarez, José Fernando. Edición, prólogo y notas de Antonio Castro Leal. México: Porrúa (Colección de Escritores Mexicanos).
- Motolinia, fray Toribio: Historia de los indios de la Nueva España, Editorial Salvador Chávez Hayhoe. México, 1941 (enthält nur wenige Erwähnungen von Ereignissen aus der Zeit der Eroberung)
- Relaciones de la Nueva España. 1956. Motolinía [fray Toribio de Benavente]. Introducción y selección de Luis Nicolau d´Olwer. México, D. F.: Universidad Nacional Autónoma de México (Biblioteca del Estudiante Universitario; 72) / Coordinación de Humanidades (UNAM).
- Fray Toribio de Benavente o Motolinia - Edmundo O’Gorman: Memoriales. O libro de las cosas de la nueva Espana y de los naturales de ella. Nueva transcripcion paleografica del manuscrito original, con insercion de las porciones de la Historia de los Indios de la nueva Espana que completan el texto de los Memoriales. Mexiko-Stadt, Universidad Nacional Autonoma de Mexico, 1971 (= Universidad Nacional Autonoma de Mexico, Instituto de Investigaciones historicas, Serie de historiadores y cronistas de Indias, Bd. 2)
- Benavente o Motolinia, Toribio de: Historia de los indios de la Nueva Espana. Relacion de los ritos antiguos, idolastrias y sacrificios de los indios de la Nueva Espana, y de la maravillosa conversion que Dios en ellos ha obrado. Estudio critico, apendices, notas e indice de Edmundo O’Gorman. Mexiko-Stadt, Porrua, 1969
- Historia de los Indios de La Nueva Espana. Escrita a Mediados del Siglo XVI, sácalos nuevamente a luz el Daniel Sánchez García. Toribio de Benavente o Motolinía. Barcelona, Herederos de Juan Gili., 1914 
  - Motolinia's History of the Indians of New Spain. Ins Englische übersetzt von Elizabeth Andros Foster (1950) und Francis Borgia Steck (1951). Academy of American Franciscan History[13]